# الحبيب بورقيبة
الحبيب بورقيبة (3 أغسطس 1903 – 6 أبريل 2000)، محامي تونسي وزعيم وطني، قاد تونس منذ عام 1956 حتى 1957 كرئيس وزراء للمملكة التونسية، ثم أصبح أول رئيس لتونس من 1957 إلى 1987 بعد الانقلاب على الملكية. قاد البلاد نحو الاستقلال عن فرنسا قبل توليه الرئاسة، مُنهيا الحماية الفرنسية التي استمرت 75 عامًا، وحصل على لقب "المجاهد الأكبر". اشتهر بإصدار العديد من التصريحات والقوانين التي تعتبر «مثيرةً للجدل».
وُلد في المنستير في أسرة فقيرة، درس في المدرسة الصادقية وثانوية كارنو في تونس قبل أن يحصل على شهادة البكالوريا في 1924. ثم تخرج من جامعة باريس ومعهد الدراسات السياسية في باريس في 1927، وعاد إلى تونس للعمل كمحامي. في أوائل الثلاثينيات، شارك في السياسة المناهضة للاستعمار وأصبح أحد أعضاء حزب الدستور، وشارك في تأسيس الحزب الجديد "الدستور الجديد" في 1934. أصبح شخصية محورية في حركة الاستقلال، واعتقلته السلطات الاستعمارية عدة مرات. وبسبب دوره في أحداث 9 أبريل 1938 نفي إلى مرسيليا أثناء الحرب العالمية الثانية.
بعد إطلاق سراحه في 1945، انتقل إلى القاهرة للحصول على دعم جامعة الدول العربية. عاد إلى تونس في 1949، وبرز كزعيم للحركة الوطنية. لعب دورًا محوريًا في الاضطرابات المسلحة التي بدأت عام 1952 عندما فشلت هذه المفاوضات رغم التزامه المبدئي بالتفاوض السلمي مع الحكومة الفرنسية. تم اعتقاله ونفيه إلى فرنسا حيث قاد مفاوضات مع رئيس الوزراء الفرنسي بيير منديس فرانس، مما أسفر عن اتفاقات منحت تونس حكمًا ذاتيًا داخليًا مقابل إنهاء الاضطرابات. عاد إلى تونس منتصرًا في يونيو 1955، لكنه واجه معارضة من صالح بن يوسف الذي كان يعارض سياسات بورقيبة "اللينة" ويدعو إلى الاستقلال الكامل للمغرب العربي، مما أدى إلى صراع داخلي انتهى لصالح بورقيبة في مؤتمر صفاقس عام 1955.
بعد الاستقلال في 1956، عين رئيسًا للوزراء من قبل الملك محمد الأمين باي، وبدأ في ممارسة السلطة الفعلية حتى إعلان الجمهورية في 25 يوليو 1957. انتُخب رئيسًا مؤقتًا لتونس حتى التصديق على الدستور. خلال فترة حكمه، أسس نظامًا تعليميًا قويًا، وعمل على تطوير الاقتصاد، ودعم المساواة بين الجنسين، وأعلن سياسة خارجية محايدة، مما جعله استثناء بين القادة العرب. من أهم الإصلاحات التي قام بها هو إصدار قانون الأحوال الشخصية، الذي أسس لمجتمع حديث. كما أسس نظامًا رئاسيًا قويًا أدى إلى قيام دولة الحزب الواحد التي هيمن عليها حزبه (حزب الدستور الاشتراكي)، وارتبط اسمه بعبادة الشخصية، حتى أعلن نفسه رئيسًا مدى الحياة في 1975 خلال ولايته الرابعة.
جاءت نهاية حكمه نتيجة لتدهور حالته الصحية، وصراع الخلافة، وظهور الزبونية والإسلاموية. في 7 نوفمبر 1987، أزاحه رئيس وزرائه زين العابدين بن علي عن السلطة، وأُحتجز في الإقامة الجبرية في منزله بالمنستير حتى وفاته، حيث دُفن في ضريح كان قد شيده مسبقًا.

## حياته

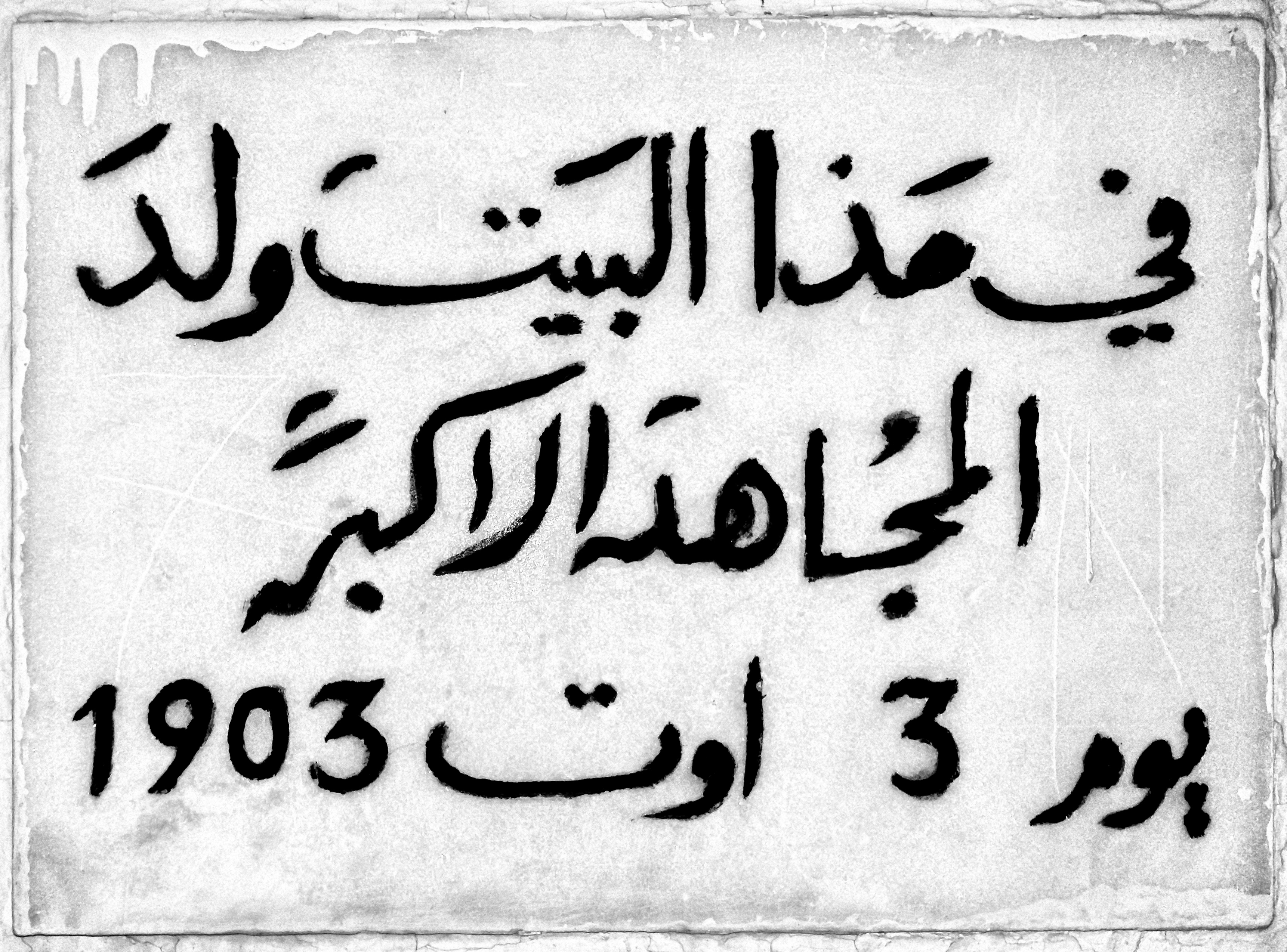
مسقط رأسه

ولد في منزل أمام ساحة 3 أغسطس بمدينة المنستير الساحلية، من عائلة من الطبقة المتوسطة (أبوه ضابط متقاعد في حرس الباي)، وكان أصغر ثمانية إخوة وأخوات، 
تلقّى تعليمه الثانوي بالمعهد الصادقي فمعهد كارنو بتونس، ثم توجه إلى باريس سنة 1924 بعد حصوله على الباكالوريا وانخرط في كلية الحقوق والعلوم السياسية وحصل على الإجازة في سنة 1927، وعاد إلى تونس ليعمل بالمحاماة.
تزوج للمرة الأولى من الفرنسية ماتيلد وكانت تبلغ من العمر عندما تعرفت عليه 36 عاماً، وكانت أرملة أحد الضباط الفرنسيين الذين ماتوا في الحرب العالمية الأولى، كانت تكبره بحوالي 12 سنة، وهي التي أنجبت له إبنه الوحيد الحبيب بورقيبة الابن، وتطلقا بعد 22 عاماً من الزواج لكنه استمر على صلته بها كما قام بتوسيمها في أواخر حياتها قبل وفاتها سنة 1976.
تزوج للمرة الثانية من وسيلة بن عمار رسمياً في 12 أبريل العام 1962 وهي تونسية، في احتفال كبير بقصر المرسى. وسيلة بن عمار الثائرة التونسية التي قادت عدداً من عمليات النِضال الوطني ضد الإستعمار، حتى أُلقي القبض عليها عام 1948 وسُجنت.

## العمل السياسي

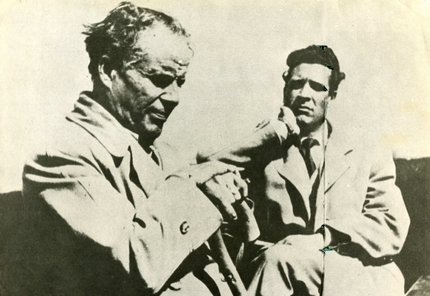
صورة الحبيب بورقيبة عند نقله من المنفى بجزيرة جالطة (لاجاليت) 1954.

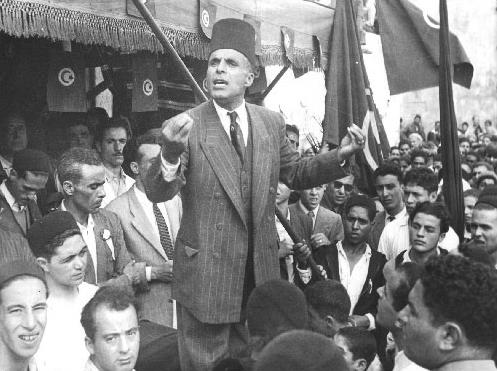
بورقيبة يخطب أمام الجماهير في بنزرت في يناير 1952

إنضم إلى الحزب الحر الدستوري سنة 1933 واستقال منه في نفس السنة ليؤسس في 2 مارس 1934 بقصر هلال الحزب الحر الدستوري الجديد رافقه محمود الماطري والطاهر صفر والبحري قيقة.
تم اعتقاله في 3 سبتمبر 1934 لنشاطه النضالي وأبعد إلى أقصى الجنوب التونسي ولم يفرج عنه إلا في مايو 1936.
ثم سافر إلى فرنسا وبعد سُقوط حكومة الجبهة الشعبية فيها اعتقل في 10 أبريل من العام 1938 إثر تظاهرة شعبية قمعتها الشرطة الفرنسية بوحشية في 8 و9 أبريل 1938، ونقل بورقيبة إلى مرسيليا وبقي فيها حتى 10 ديسمبر 1942 عندما نقل إلى سجن في ليون ثم إلى حصن «سان نيكولا» حيث اكتشفته القوات الألمانية التي غزت فرنسا، فنقلته إلى نيس ثم إلى روما، ومن هناك أعيد إلى تونس حراً طليقاً في 7 أبريل 1943
قرر السفر إلى المنفى الاختياري إلى القاهرة في 23 مارس 1945، وزار من هناك الولايات المتحدة قبل أن يعود إلى تونس في 8 سبتمبر 1949 وسافر من جديد إلى فرنسا سنة 1950 ليُقدم مشروع إصلاحات للحكومة الفرنسية قبل أن يتنقل بين القاهرة والهند واندونيسيا وإيطاليا وبريطانيا والولايات المتحدة والمغرب قبل أن يرجع إلى تونس في 2 يناير 1952 معلنا انعدام ثقة التونسيين بفرنسا ولما اندلعت الثورة المسلحة التونسية في 18 يناير 1952، اعتقل الزعيم الحبيب بورقيبة وزملاؤه في الحزب وتنقل بين السجون في تونس وفرنسا ثم شرعت فرنسا في التفاوض معه فعاد إلى تونس في 1 يوينو 1955 ليستقبله الشعب إستقبال الأبطال ويتمكن من تحريك الجماهير، لتوقع فرنسا في 3 يونيو 1955 المعاهدة التي تمنح تونس استقلالها الداخلي. وهي الاتفاقية التي عارضها الزعيم صالح بن يوسف واصفا إياها أنها خطوة إلى الوراء مما أدى إلى نشأة ما يعرف بالصراع «البورقيبي اليوسفي» ويتهمه خصومه السياسيون بالتهاون والتخاذل.
في 20 مارس 1956، تم توقيع وثيقة الاستقلال التام وألف بورقيبة أول حكومة بعد الاستقلال.

## حكمه
- 25 يوليو 1957: إلغاء الملكية وإعلان الجمهورية بخلع الملك محمد الأمين باي وتم اختيار الحبيب بورقيبة أول رئيس للجمهورية.
- أغسطس 1961: اغتيال صالح بن يوسف في ألمانيا بعد محاولة الأخير عديد المرات زعزعة النظام في تونس.[12]
- ديسمبر 1962: كشف عن محاولة انقلابية تورطت فيها مجموعة من العسكريين والمدنيين قدموا للقضاء العسكري وحكم على اغلبهم بالإعدام.
- 15 أكتوبر 1963: جلاء آخر جندي فرنسي عن التراب التونسي وتم جلاء المستعمرين عن الأراضي الزراعية،

كما تم إقرار عديد الإجراءات لتحديث البلاد كإقرار مجانية التعليم وإجباريته وتوحيد القضاء.
- 3 مارس 1965: الرئيس الحبيب بورقيبة يدعو اللاجئين الفلسطينيين إلى عدم التمسك بالعاطفة وإلى الاعتراف بقرار التقسيم لسنة 1947 مع إسرائيل في خطابه التاريخي في أريحا.

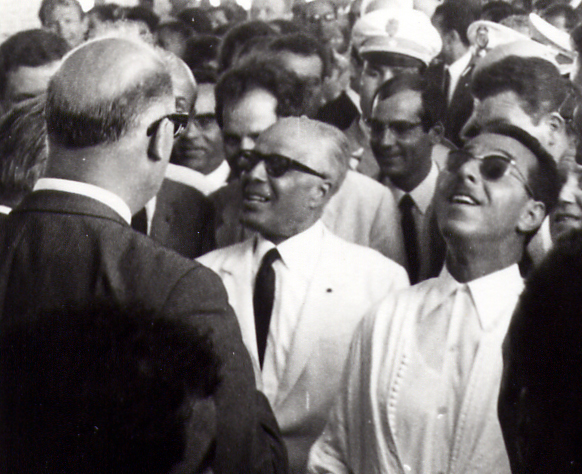
الرئيس بورقيبة أثناء زيارة لمدينة المهدية في أغسطس 1967

- في الستينات: وقع اتباع سياسة التعاضد وهي سياسة تتمثل في تجميع الأراضي الفلاحية ولكنها فشلت فشلا ذريعا دفع بالرئيس بورقيبة إلى تبني سياسة ليبرالية منذ بداية السبعينات قادها الوزير الأول (رئيس الوزراء) الهادي نويرة.
- 27 ديسمبر 1974: تعديل الدستور واسناد رئاسة تونس مدى الحياة إلى الرئيس بورقيبة.
- 26 يناير 1978: وقعت أحداث 26 يناير 1978 إثر خلاف بين الحكومة ونقابة العمال، سقط فيها مئات القتلى.
- 13 نوفمبر 1979: إنتقل مقر الجامعة العربية إلى تونس وانتخب الشاذلي القليبي أمينا عاما لها.
- 3 يناير 1984: حدثت انتفاضة الخبز التي سقط خلالها الضحايا بالمئات. وشهدت صراعات دموية حادة بين المواطنين ورجال الأمن بسبب زيادة في سعر الخبز واستخدمت فيها القوة ضد المتظاهرين ولم تهدأ تلك الثورة إلا بعد تراجع الحكومة عن الزيادة بعد يوم واحد فقط من إقرارها، واستدعي زين العابدين بن علي من وارسو ليشغل منصب مدير عام الأمن الوطني.
- 1 أكتوبر 1985: شن الطيران الإسرائيلي غارة جوية على مقر القيادة الفلسطينية في الضاحية الجنوبية للعاصمة التونسية وهي الغارة التي أدانها مجلس الأمن في 14 أكتوبر من ذات العام.
- 7 نوفمبر 1987: قام الوزير الأول زين العابدين بن علي بإزاحة بورقيبة من الحكم وأعلن نفسه رئيساً جديداً للجمهورية فيما عرف باسم تحول السابع من نوفمبر.

## انقلاب زين العابدين بن علي
قام زين العابدين بن علي في السابع من نوفمبر عام 1987 بإزاحة بورقيبة من الحكم بداعي المرض والتقدم في العمر كما تم حجب أخبار بورقيبة عن وسائل الإعلام.
تم تسريب رسالة لبورقيبة بتاريخ الثاني من فبراير/شباط عام 1990 وجهها إلى ممثل النيابة العامة بولاية المنستير يشكو فيها ظروف إقامته وعزله في قصره بالمنستير وحرمانه من التنقل والخروج من دون موجب قانوني.
ذكرت تقارير أن بورقيبة حاول الانتحار مراراً في مقر إقامته بعد أن أخضعه بن علي للإقامة الجبرية.

## القوانين الاجتماعية
بعد ثلاثة أشهر فقط من استلام بورقيبة للحكم، أصدر عن طريق البرلمان التونسي مجلة الأحوال الشخصية في 13 أغسطس 1956، وفي هذه المجلة صدرت العديد من التشريعات لكن التطبيق الفعلي لها لم يبدأ إلا بعد ستة أشهر أي في أوائل سنة 1957. من التشريعات صدور قانون منع تعدُّد الزوجات ورفع سن زواج الذكور إلى عشرين سنة، والإناث إلى 17 سنة. كما شملت المجلة كذلك قوانين اجتماعية خاصة بالزواج والطلاق؛ مثل قانون يمنع الزوج من العودة إلى مطلقته التي طلقها ثلاثًا إلا بعد طلاقها من زوج غيره، وقانون يجعل من الطلاق إجراء قانوني لا يتم الاعتراف به إلا عن طريق القضاء. وأصدر أيضاً قانون يسمح للمواطن بالتبني وأقر بورقيبة قانوناً يسمح للمرأة بالإجهاض.

## سياسته والإسلام

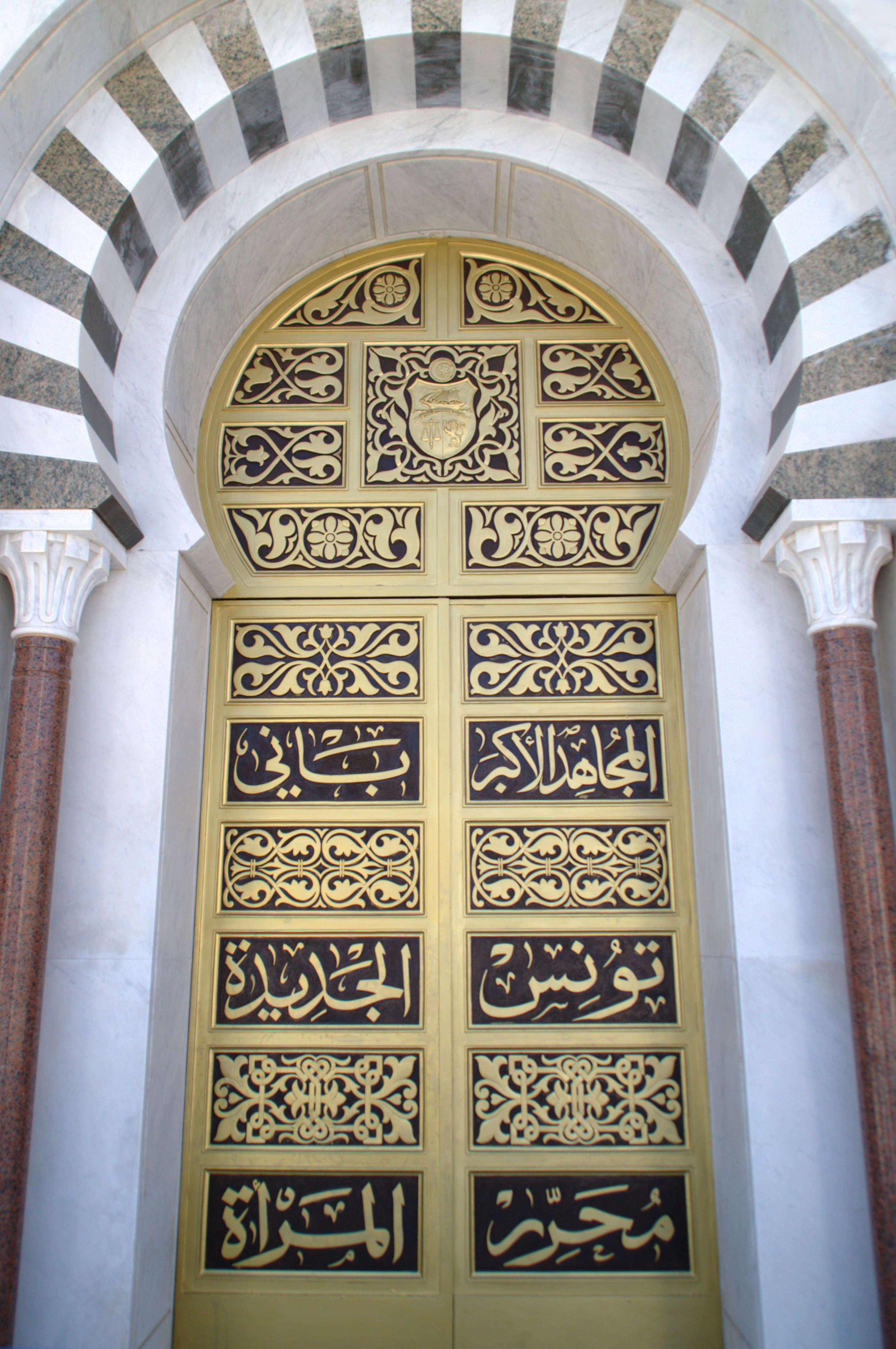
أحد أبواب ضريح بورقيبة بالمنستير مكتوب عليه «المجاهد الأكبر، باني تونس الجديدة، محرر المرأة».

كان الحبيب بورقيبة يرى وجوب إلغاء الصيام عن العمال لأنه يُقلل الإنتاجية، وفي عام 1962 مَنع الصوم واقترح أن يقضي العامل الأيام التي أفطرها عندما يُحال إلى التقاعد أو في أوقات أخرى،
حاول ثني الحجيج التونسيين من زيارة الأماكن المقدّسة وأداء مناسك الحج في السعودية لما فيه من إهدار لمقادير مالية من العملات الصعبة ودعى إلى التبرك بمقامات الأولياء والصالحين كأبي زمعة البلوي وأبي لبابة الأنصاري بدلا عن الحج في خطاب ألقاه في صفاقس يوم 29 أبريل 1964.
وفي عام 1981 أصدر قانونا اسمه المنشور 108، والذي فيه يأمر بمنع ارتداء النساء لغطاء الرأس «الحجاب» تحت دعوى أنه يمثل مظهرا من مظاهر الطائفية، وأنه ينافي روح العصر وسنة التطوير السليم ولقد ظهر بورقيبة على شاشة التلفزيون في احتفال شعبي وهو ينزع أغطية الرأس عن بعض النساء قائلا «انظري إلى الدنيا من غير حجاب».
أيضا منع صلاة الفجر للشباب، وبدأت المخابرات تلاحق من يصلي باستمرار.
رفض الشيخ الطاهر بن عاشور عام 1961 دعوة الرئيس الحبيب بورقيبة العمال إلى الإفطار في رمضان بدعوى زيادة الإنتاج، بعد أن طلب منه الأخير أن يفتي بذلك في الإذاعة، وذكر شهود أنه قرأ على المستمعين آية الصيام: ﴿يَا أَيُّهَا الَّذِينَ آمَنُوا كُتِبَ عَلَيْكُمُ الصِّيَامُ كَمَا كُتِبَ عَلَى الَّذِينَ مِنْ قَبْلِكُمْ لَعَلَّكُمْ تَتَّقُونَ ۝١٨٣﴾ [البقرة:183]، ثمّ قال بعدها جملته الشهيرة: «صدق الله، وكذب بورقيبة».

## معارضوه
في عهده تم إعدام العديد من معارضيه، حدث ذلك مع «اليوسفيين» في مطلع الاستقلال، وعندما تدخل عرفات طالبًا تخفيف العقوبة على الشبان الذين قادوا عملية «قفصة» الشهيرة، أصدر بورقيبة أوامِرُهُ من الغد بتنفيذ حُكم الإعدام على 16 منهم.
أظهر شراسة شديدة في مواجهة خصومه السياسيين حتى لو كانوا رفاقه في الكفاح، وأجْهَزَ على المؤسسة الزيتونية الإسلامية التي كانت سنداً لخصمه اللدود بن يوسف المدعوم من الشرق العربي والقوى القومية خصوصاً عبد الناصر، ويطارد من عُرِفُو باليوسفيين الذين وقفوا مع الكاتب العام للحزب صالح بن يوسف، فقتل واعتقل العديد منهم، ولم يُغْلِق هذا الملف إلا بعد اغتيال زعيمهم اللاجئ بألمانيا.
كما استغل محاولة الانقلاب التي استهدفته عام 1962 ليجمد الحزب الشيوعي، ويعطل كل الصحف المعارضة والمستقلة، ويلغي الحريات الأساسية، ويقيم نظام الحزب الواحد، مستعينًا في ذلك بالإتحاد العام التونسي للشغل الذي تحالف مع الحزب الدستوري إلى درجة قبول التدخل في شؤونه وفرض الوصاية عليه وعلى قيادته. ومع تبني الاشتراكية في الستينيات غاب المجتمع المدني، وهيمنت على البلاد أحادية في التسيير وفي التفكير وفي الإعلام وفي التنظيم.
نفس الشيء وقع مع الحركات الإسلامية وأبرزها حركة الإتجاه الإسلامي (حركة النهضة الآن)، حيث تمّت ملاحقة وإعتقال مؤسسيها ورموزها مثل صالح كركر وبن عيسى الدمني وراشد الغنوشي الذي طالب بورقيبة بإعدامه.

## السياسة الخارجية
تقارب مع الغرب وكان من أوائل السياسيين العرب الذين رحبوا بالسياسة الأمريكية في المنطقة، ففي خطاب ألقاه في شهر مايو 1968م قال "إننا نعتبر أن نفوذ الولايات المتحدة الأمريكية يشكل عنصر استقرار يحمي العالم من نوع من الأنظمة الاستبدادية. دون أن يدخل في نزاع مع الاتحاد السوفييتي، رفض رفضا قاطعا إقامة علاقات اقتصادية وعسكرية معه، معتبرا أن دخول خرطوشه واحدة من هذا المعسكر قادرة على أن تفتح الباب واسعا أمام الخبراء والأفكار "الهدامة" حسب تعبيره، بل أنه صرح أكثر من مرة في خطبه الرسمية بأن "المعسكر الاشتراكي لن يستمر طويلا في الحياة، وأن سقوطه أمر محتم." وبنى علاقات جيدة مع الأنظمة الملكية والخليجية.
شهدت علاقاته مع عبد الناصر توترات مستمرة، حيث اختلف معه في الخطاب والأيديولوجيا ومواقف من قضايا جوهرية، مثل: الوحدة والقومية وفلسطين، ذات مرة قال «لو خيرت بين الجامعة العربية والحلف الأطلسي لاخترت هذا الأخير». كما كان حذرًا من حزب البعث، وحال دون امتداداته التنظيمية داخل تونس، ثم تجدد صراعه مع القذافي، ورأى فيه شابًا «مُتَهوِّرًا» في السياسة، وكان يخشى أن تُطَوَّق تونس بتحالف ليبي - جزائري، لهذا وثق علاقاته مع فرنسا والولايات المتحدة،
وعندما تسربت مجموعة معارضة مسلحة ذات توجه عروبي ومدعومة من ليبيا، وسيطرت على مدينة قفصة في يناير 1980، طلب المساعدة من باريس وواشنطن الذين قدما له مساعدات عسكرية ولوجستية، مكَّنَت النظام التونسي من إنهاء التمرد بأقل التكاليف.
طيلة حُكمه استعان بورقيبة بالوزراء الأول التالين: الباهي الأدغم، الهادي نويرة، محمد مزالي، رشيد صفر وأخيرا زين العابدين بن علي وأغلبهم من أصيلي جهة الساحل التونسي.

## وفاته

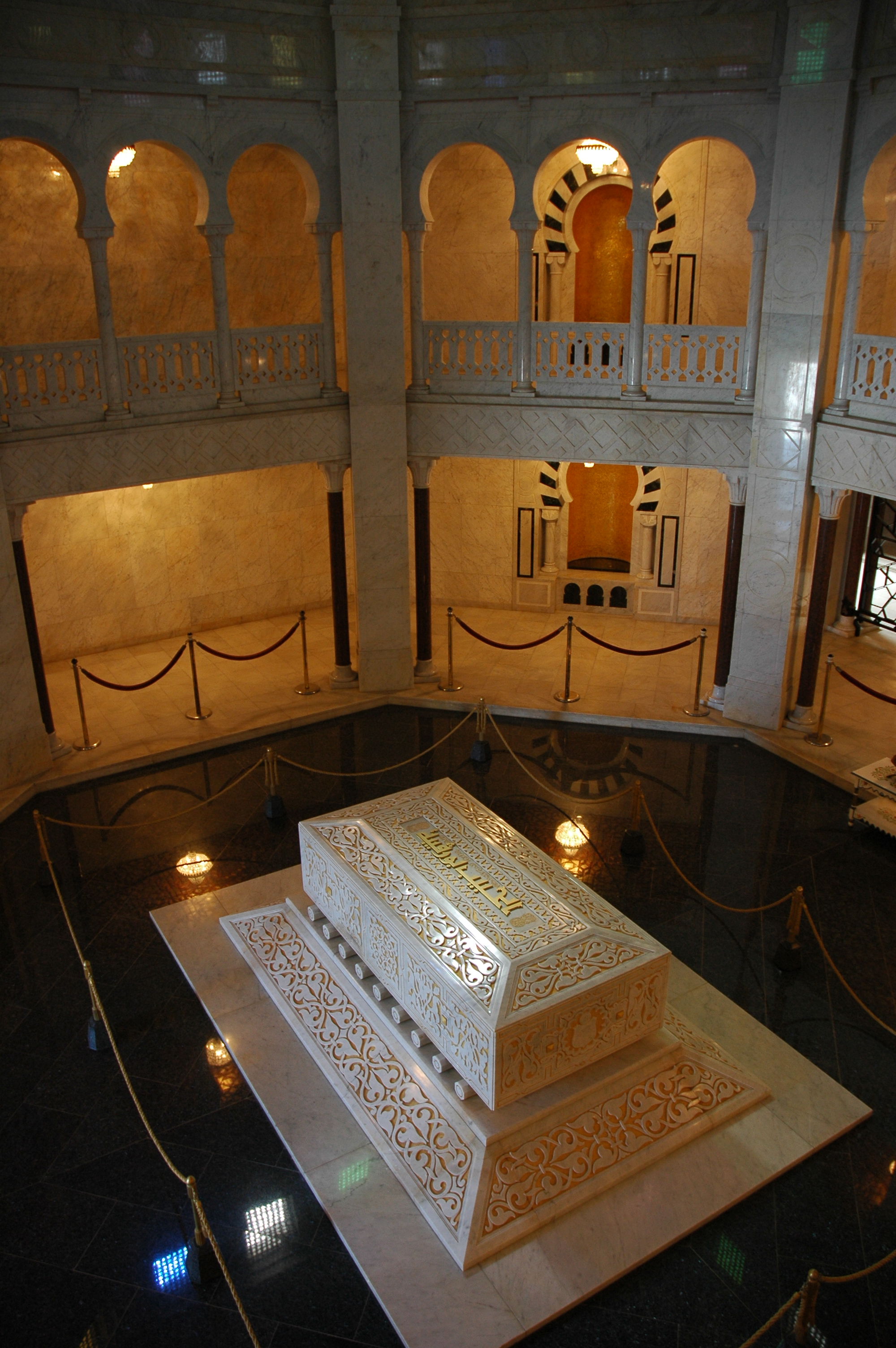
ضريح الرئيس الراحل بورقيبة

توفي في 6 أبريل 2000. منع بن علي وقتها نقل جنازته مباشرة على التلفاز، كما رفض عرض شريط فيديو يروي حياته إلى جانب رفضه لحضور وسائل الإعلام الأجنبية وشخصيات عالمية كانت مقربة من بورقيبة مراسم الجنازة. دفن في مسقط رأسه في مدينة المنستير

## حياته الخاصة

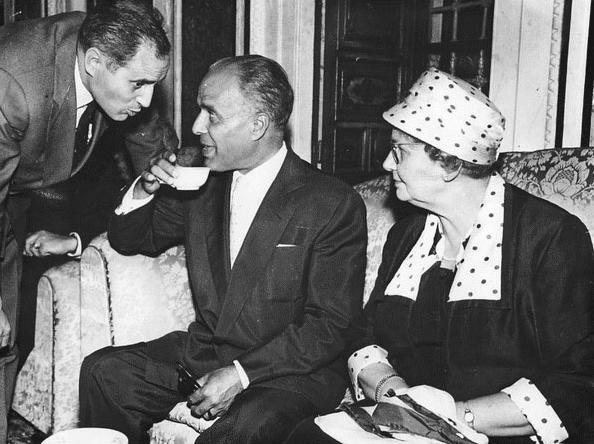
الحبيب بورقيبة مع زوجته الأولى مفيدة وابنه الحبيب الابن.

تعرف الحبيب بورقيبة على مفيدة بورقيبة في عام 1925 أثناء دراسته في باريس وقرر الاستقرار معها. وخلال عطلات الصيف في تونس، علم بأنها كانت حاملاً، وُلد ابنهما الوحيد، الحبيب بورقيبة الابن في 9 أبريل 1927 في باريس. تزوجا في أغسطس من نفس العام بعد عودتهما إلى تونس. حصلت ماتيلد بعد الاستقلال على الجنسية التونسية، واعتنقت الإسلام وتبنت اسم "مفيدة". في 21 يوليو 1961 انتهى زواجهما بالطلاق.
في 12 أبريل 1962، تزوج بورقيبة من وسيلة بن عمار، وهي امرأة من عائلة بورجوازية تونسية كان قد عرفها لمدة 18 عامًا. تبنيا معًا طفلة اسمها هاجر. ومع تدهور صحة زوجها، أصبحت وسيلة تشارك بشكل أكبر في الحياة السياسية، مما أكسبها لقب "مجدة" (المبجلة). انتهى زواجهما بالطلاق في 11 أغسطس 1986 من خلال بيان بسيط دون إجراءات قانونية معترف بها.

## الأوسمة والتكريمات
الأوسمة الوطنية التونسية
- الوسام الأكبر والقلادة الكبرى لوسام الاستقلال (يُمنح تلقائيًا عند تولي منصب الرئاسة)
- الوسام الأكبر والقلادة الكبرى لوسام الجمهورية (يُمنح تلقائيًا عند تولي منصب الرئاسة)
- الوسام الأكبر والوشاح الأكبر للوسام الوطني للاستحقاق (يُمنح تلقائيًا عند تولي منصب الرئاسة)
- الوشاح الأكبر لنيشان الافتخار (1956)

الأوسمة الأجنبية
- الدنمارك: فارس وسام الفيل (1963)1
- مصر: قلادة وسام النيل (1965)
- إثيوبيا: الصليب الأكبر لوسام نجمة إثيوبيا (1963)
- غانا: رفيق وسام نجمة غانا (1966)
- هولندا: فارس الصليب الأكبر لوسام الأسد الهولندي (1966)
- إيران: قلادة وسام بهلوي (1969)
- إيطاليا: فارس الصليب الأكبر مع قلادة وسام الاستحقاق للجمهورية الإيطالية (25 مايو 1962)
- ساحل العاج: الصليب الأكبر للوسام الوطني لساحل العاج (1966)
- الأردن: قلادة وسام الحسين بن علي (1973)
- المملكة العربية السعودية: قلادة وسام عبد العزيز آل سعود (1975)
- ليبيريا: الصليب الأكبر لوسام رواد ليبيريا (1966)
- ليبيا: قلادة وسام إدريس الأول
- ماليزيا: القائد الأكبر الفخري لوسام حامي الوطن (1969)
- موريتانيا: الوشاح الأكبر للوسام الوطني للاستحقاق الموريتاني (1966)
- المغرب: قلادة وسام محمد
- المغرب: الوشاح الأكبر لوسام العلويين (1956)
- النيجر: الصليب الأكبر لوسام النيجر (1966)
- عُمان: الدرجة الخاصة من وسام عُمان (1973)
- السنغال: الصليب الأكبر للوسام الوطني للأسد (1966)
- إسبانيا: قلادة وسام الاستحقاق المدني (24 مايو 1968)
- إسبانيا: فارس قلادة وسام إيزابيلا الكاثوليكية (16 نوفمبر 1983)
- السويد: فارس الوسام الملكي للسيرافيم (22 مايو 1963)
- تركيا: قلادة وسام الدولة لجمهورية تركيا (1960)
- الإمارات العربية المتحدة: قلادة وسام الاتحاد (1973)
- المملكة المتحدة: فارس الصليب الأكبر الفخري لوسام الحمام (1980)
- يوغوسلافيا: النجمة اليوغوسلافية الكبرى (1965)

## روابط خارجية
- الحبيب بورقيبة على موقع IMDb (الإنجليزية)
- الحبيب بورقيبة على موقع الموسوعة البريطانية (الإنجليزية)
- الحبيب بورقيبة على موقع مونزينجر (الألمانية)
- الحبيب بورقيبة على موقع ديسكوغز (الإنجليزية)